# 2016년 11월 12일 대한민국 민중총궐기
백남기·한상균과 함께 민중의 대반격을! 박근혜 정권 퇴진 2016 민중총궐기 (약칭 2016년 11월 12일 대한민국 민중총궐기 또는 제6차 민중총궐기)는 2016년 11월 12일 열린 민중총궐기 시위로, 민중총궐기 투쟁본부가 6번째로  주최한 민중총궐기 시위이며 또한 제28차 전태일열사 정신계승 전국노동자대회이다.
주최측 추산 106만명, 경찰추산 26만명이 참여해 1987년 6월항쟁 이후 대한민국 역사상 가장 많은 사람이 참여한 시위로 기록되었다.

## 배경
2016년 11월 12일, 민중총궐기 투쟁본부가 주최한 민중총궐기 집회이다.
박근혜-최순실 게이트가 터진 후 민중총궐기 투쟁본부는 10월 29일 대규모 촛불집회를 열고
민중총궐기 투쟁본부는 11월 1일부터 12일까지 매일 촛불집회를 열었으며 12일 민중총궐기를 서울광장에서 열어 박근혜 퇴진을 요구하기로 했다.
11월 8일 민주노총은 11월 12일 민중총궐기때 청와대 200 m 옆인 청운효자동 주민센터 앞 신교동 교차로까지 행진을 한다고 신고했다. 청와대 100m 이내의 집회·시위만 금지한 집시법과  "집회·시위를 항의의 대상으로부터 떨어뜨리는 것은 집회·시위의 자유를 침해하는 것"이라는 헌법재판소 결정을 근거로 "이번 집회 목표는 박근혜 대통령 퇴진이므로 청와대 인근으로 가야 한다"는 입장을 밝혔다. 경찰은 너무 많다며 금지통고를 검토중이라고 밝혔다. 이에 민주노총은 금지통고를 하면 법적대응을 한다고 밝혔다. 그러나 민중총궐기 투쟁본부가 주최하는 행진에 참여하기 위해 법적대응을 포기했다.
민중총궐기투쟁본부측은 서울광장에서 출발해 4가지 경로로 내자로터리(경복궁역 사거리)까지 가는 청와대 포위 행진을 신고했지만 경찰은 안전사고의 위험과 율곡로 소통 문제를 들어 중간까지만 허가한다고 통보한다. 이에 투쟁본부측은 가처분 신청을 제출하였다. 결국 법원은 11월 12일 집행정지 가처분 신청을 받아들여 4가지 경로로 청와대 인근의 경복궁역까지 행진이 진행되게 되었다. 이와 별개로 유성기업 노조가 주축이 된 유성기업 범대위가 청와대 오체투지 행진을 신청했다가 경찰에 의해 거부당해 가처분신청을 냈는데 법원은 가처분 신청을 받아들여 청와대 앞 행진을 허가하였다. 이들은 오체투지 행진 후 민중총궐기 집회에 합류한다.

## 참가 인원
이날 민중총궐기 시위에 주최측 추산 106만명, 경찰추산 26만명이 참여했다. 또한, 경찰은 2만5천명이 참여하였다.

## 주장
요구사항은 12대 요구안에서 박근혜 퇴진이 추가되었다.

## 갤러리

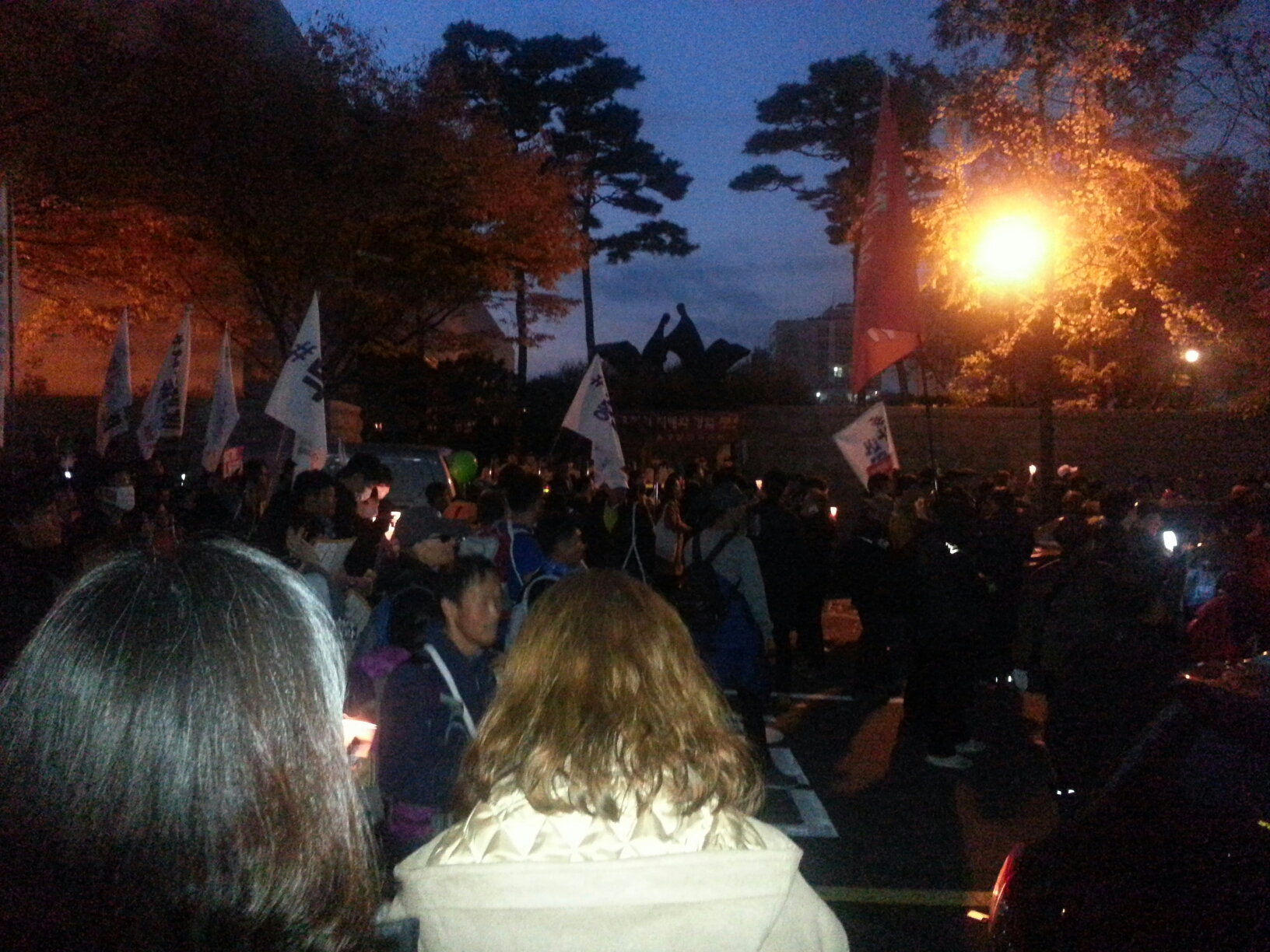
서울지방경찰청 옆을 지나 경복궁역 사거리로 가는 시위대
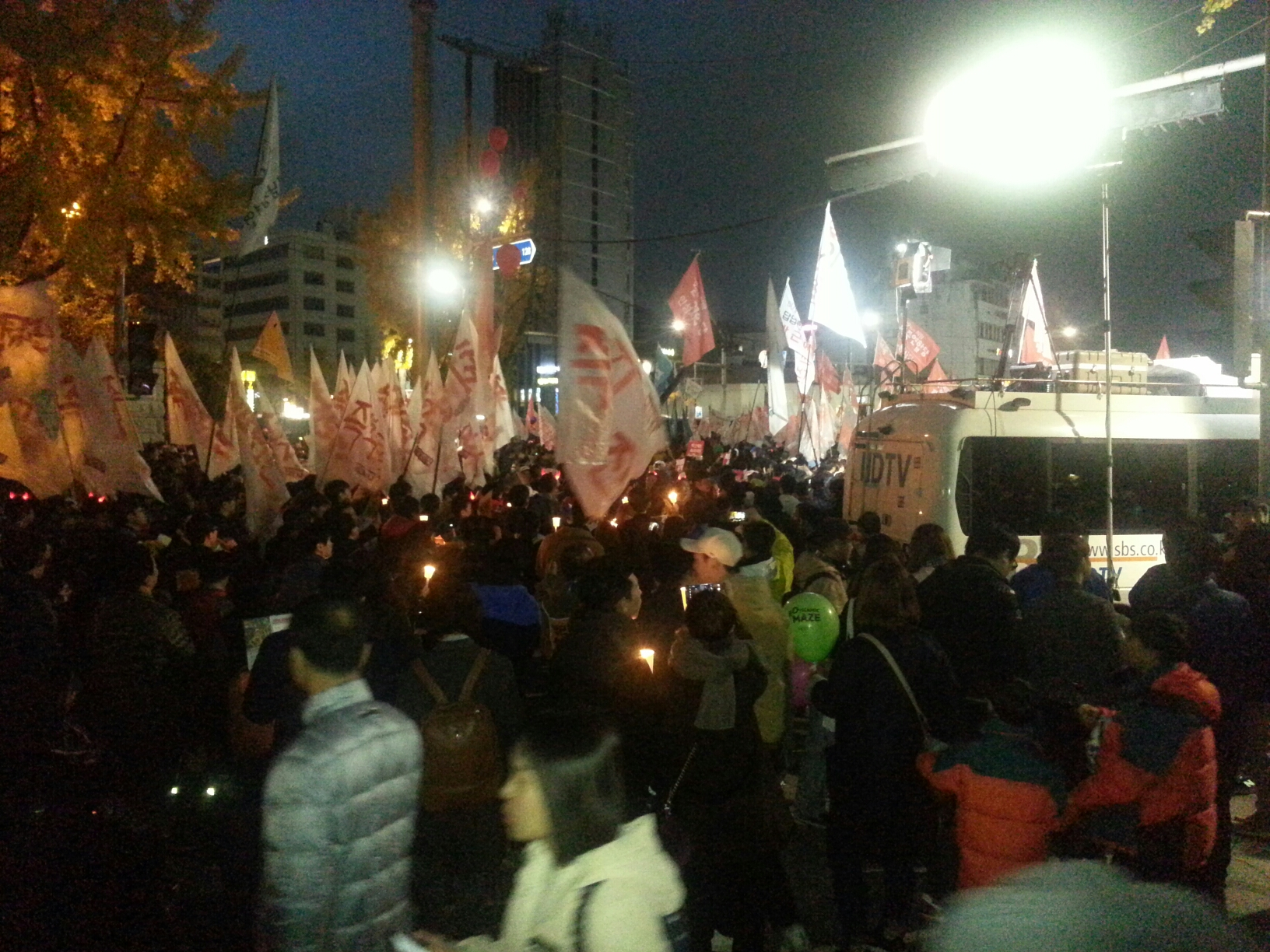
경복궁역 사거리에 모인 시위대
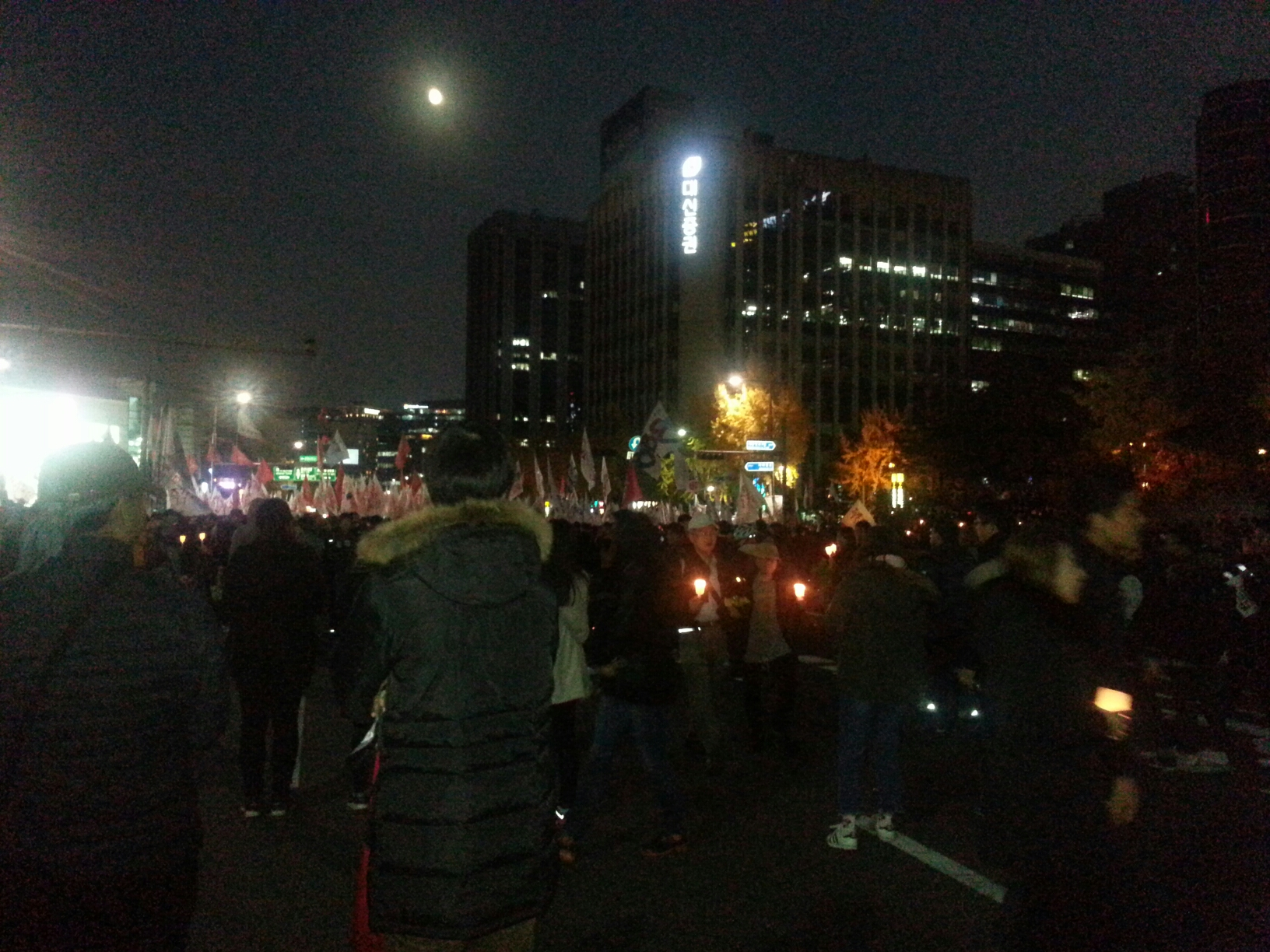
경복궁역 사거리로 가는 시위대
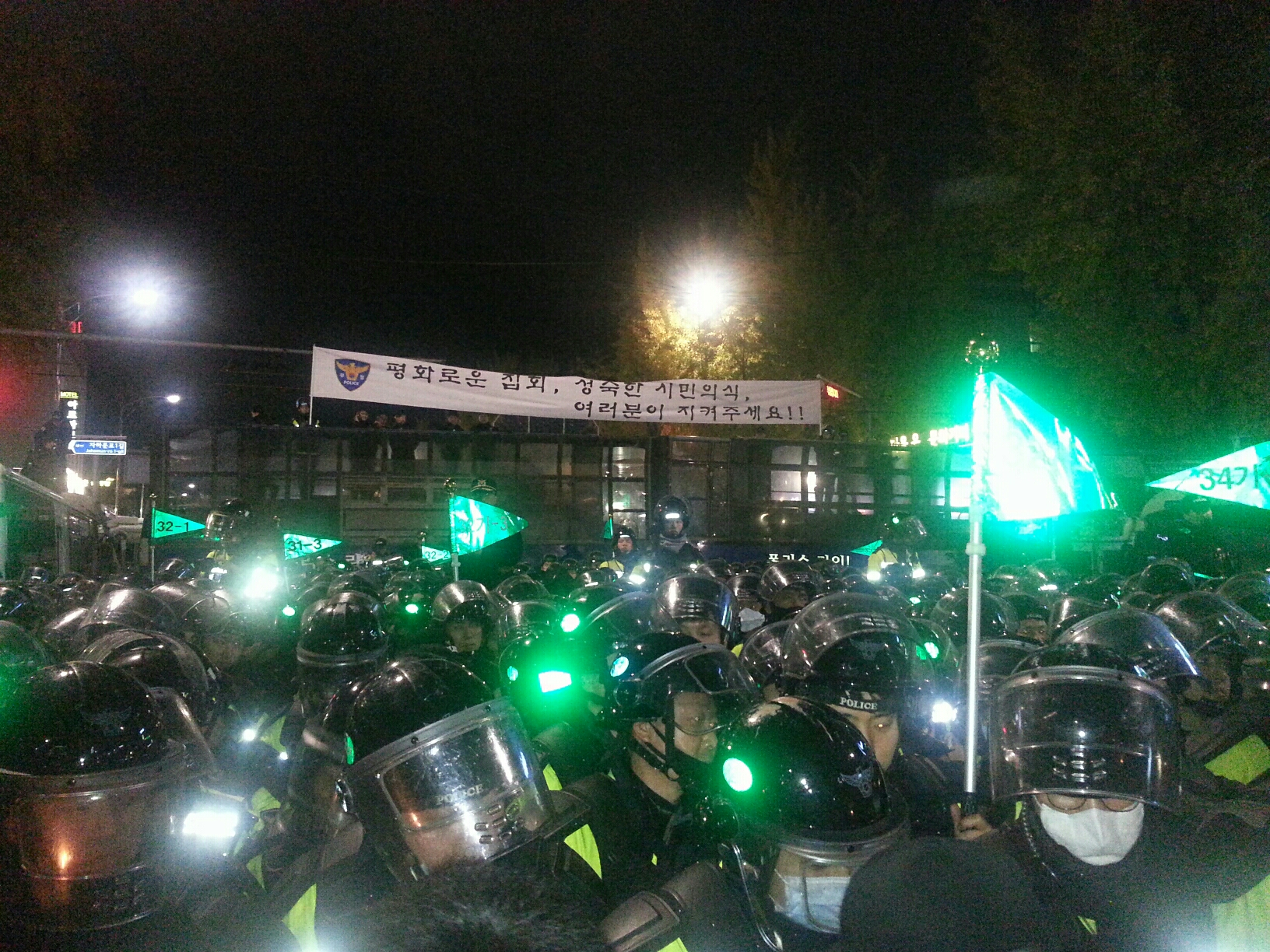
경찰 저지선
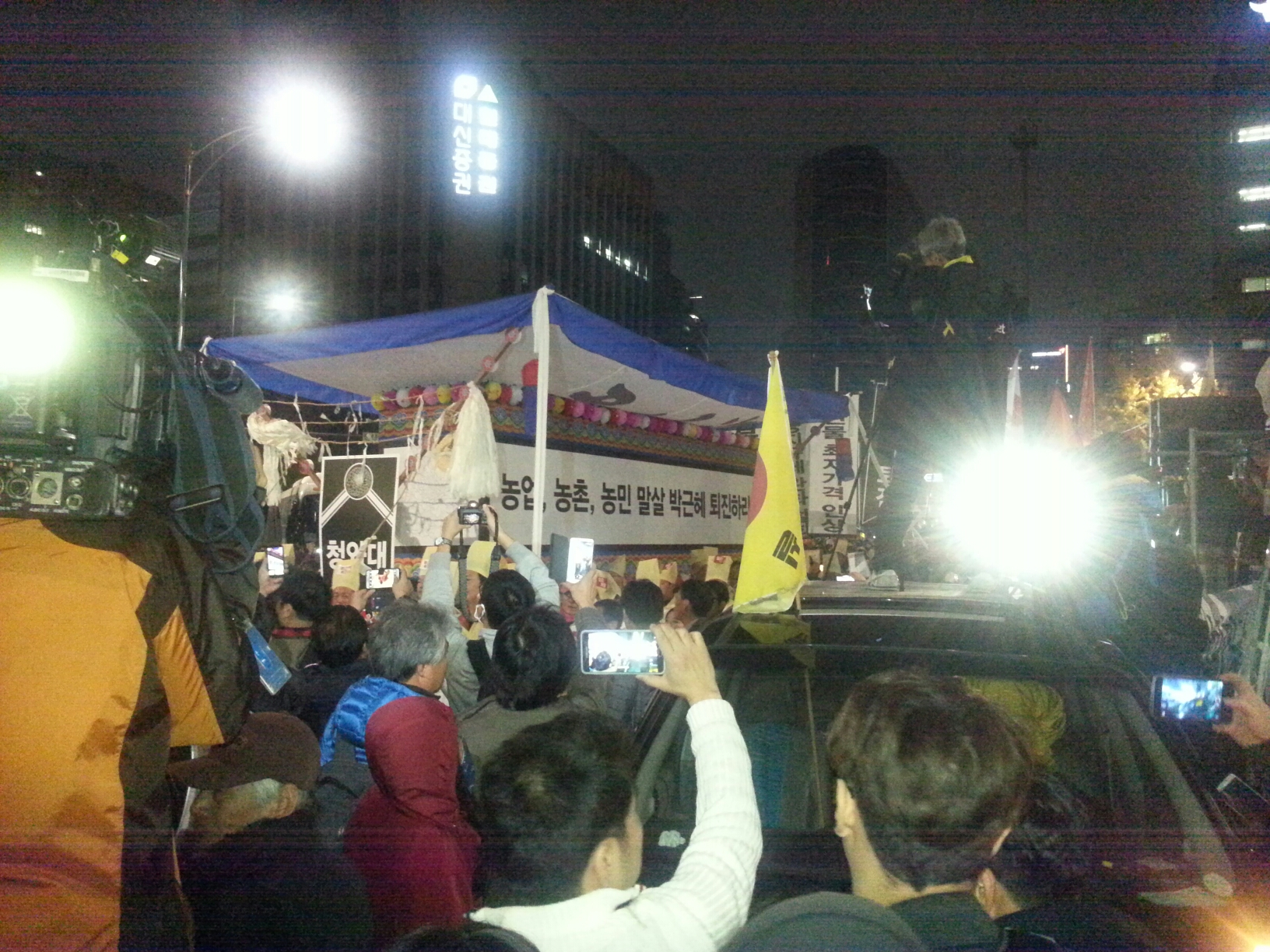
경찰 저지선쪽으로 가는 상여
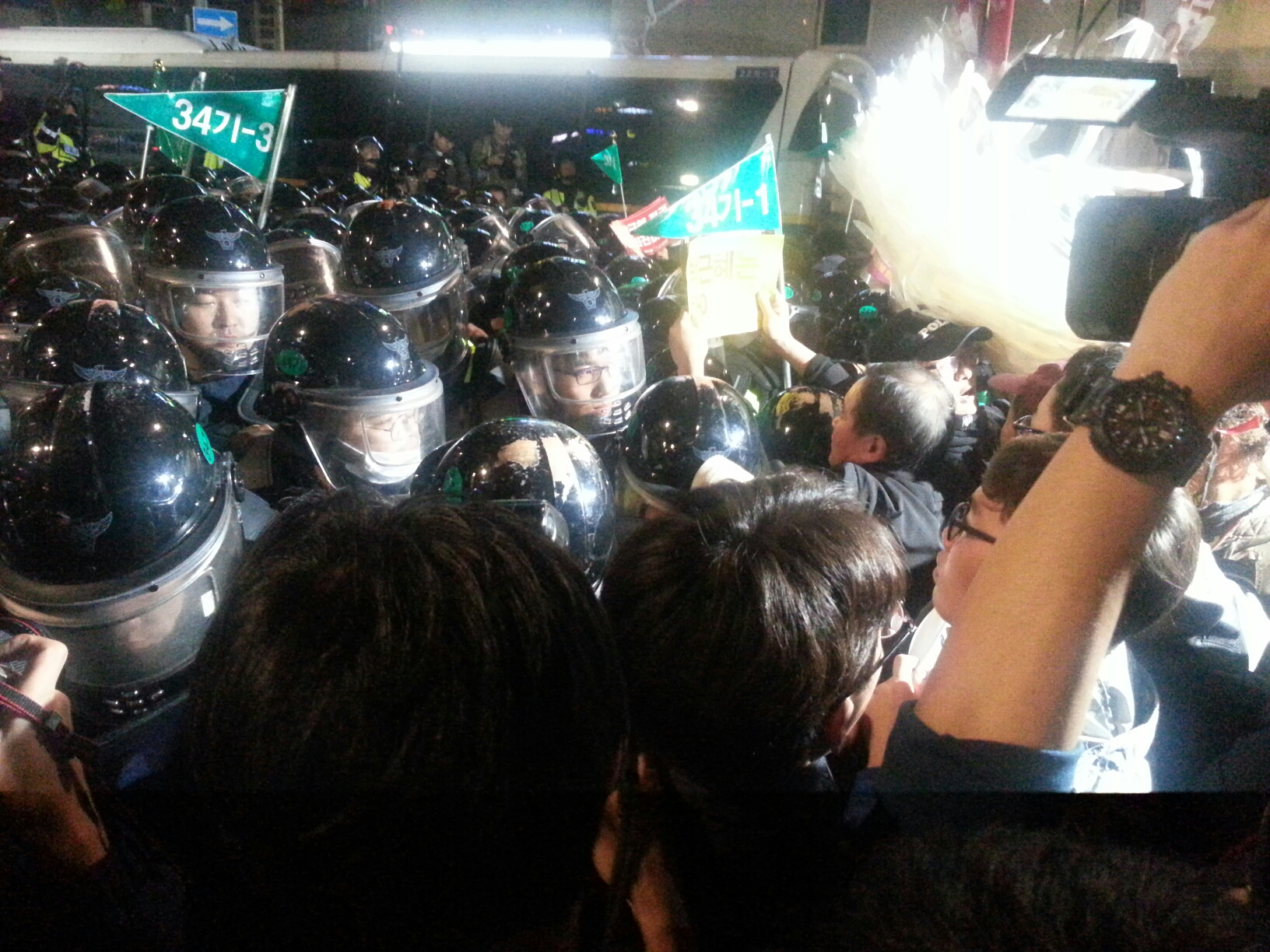
7시 39분 좀더 앞으로 진행할 수 있게 요구하는 시위대
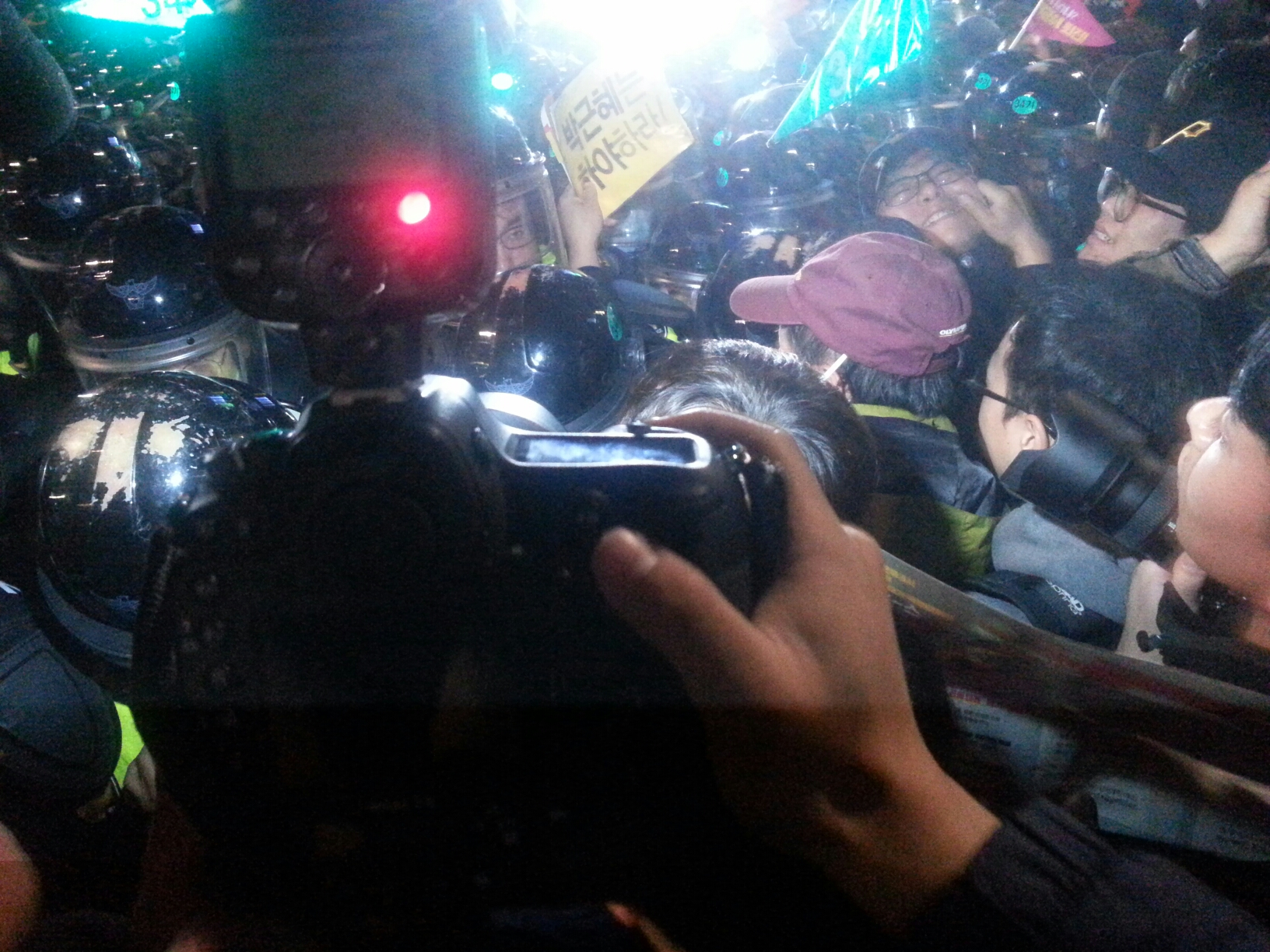
경찰과 시위대의 충돌
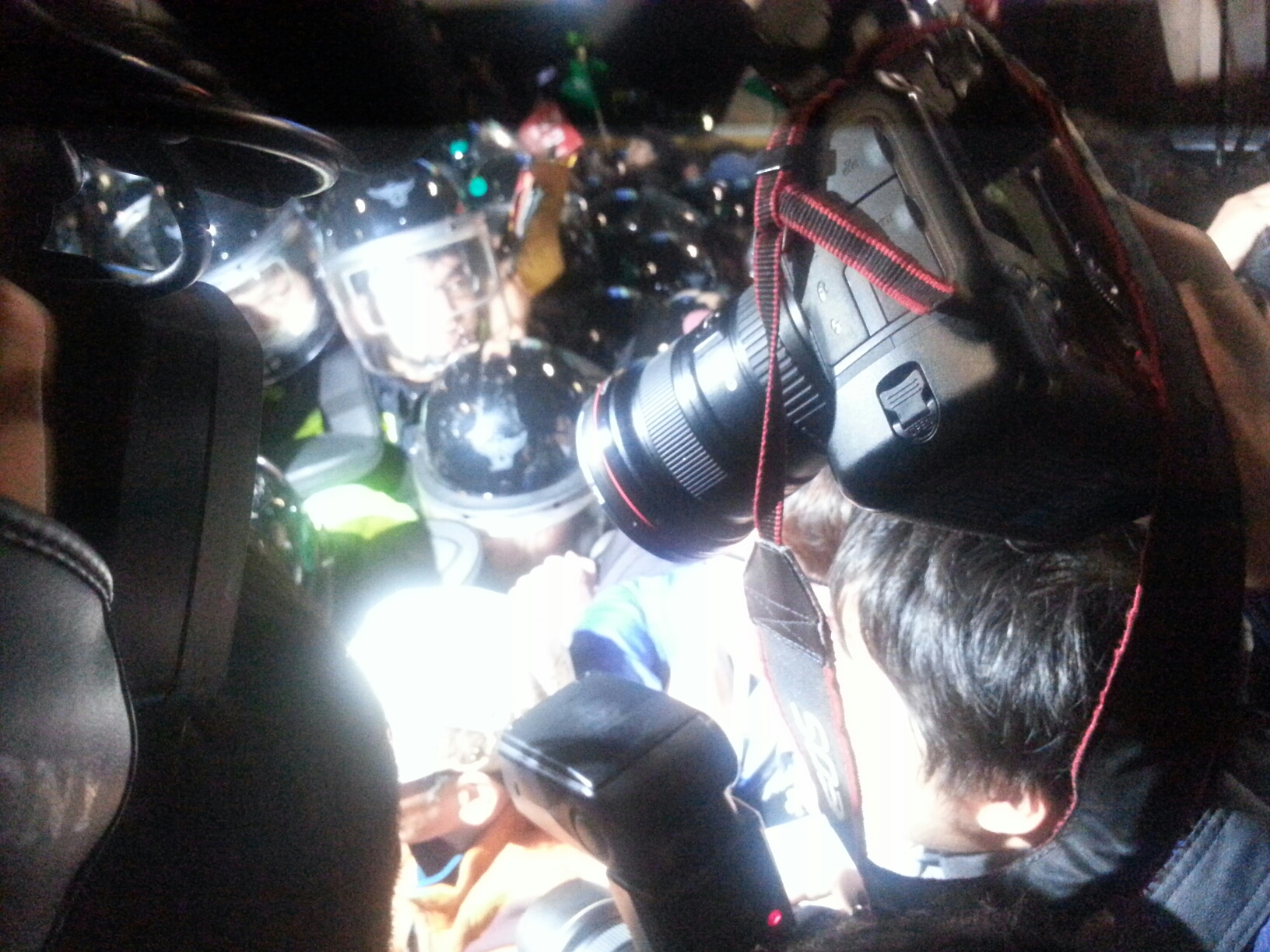
경찰과 시위대의 충돌
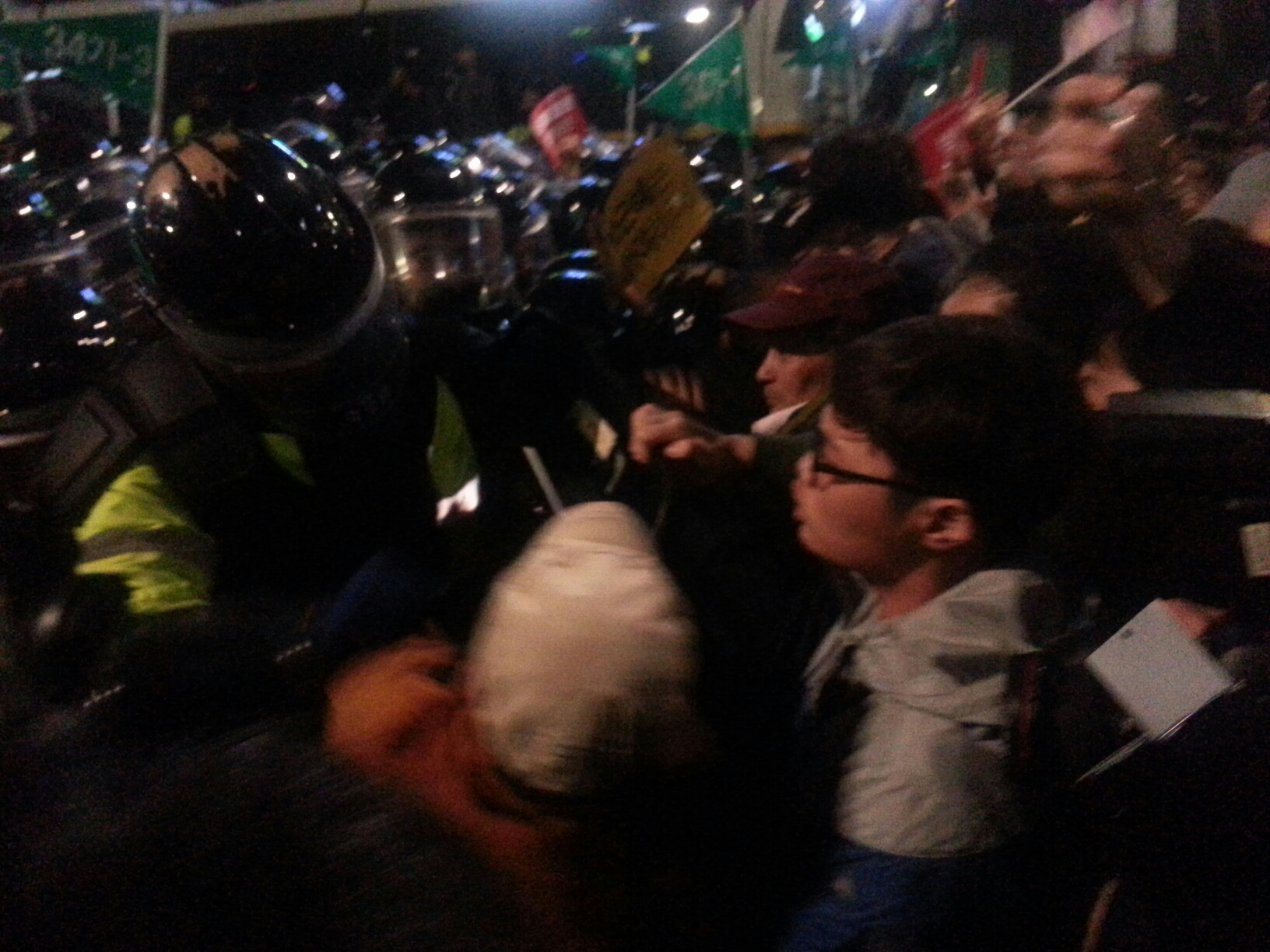
경찰과 시위대의 충돌
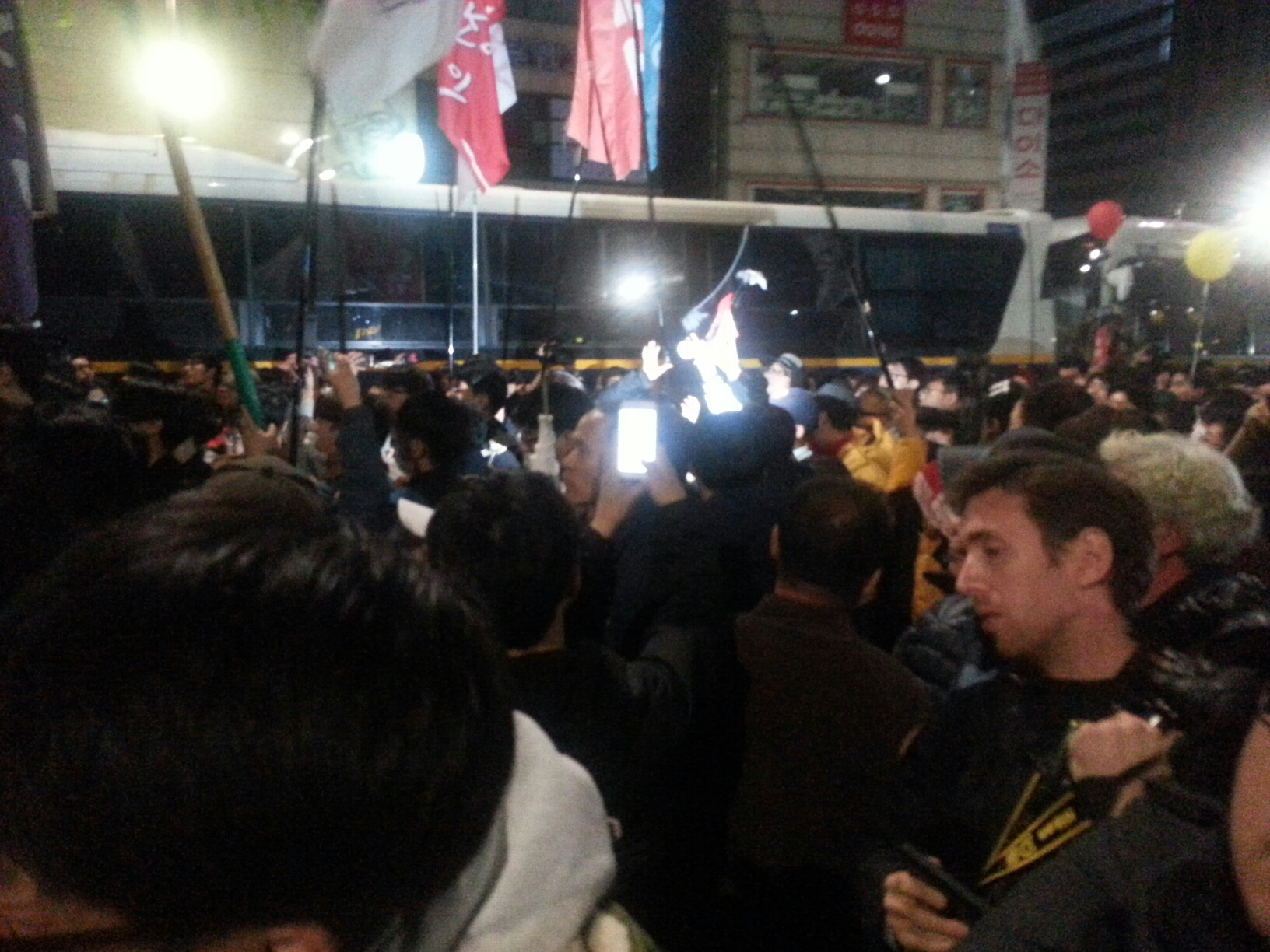
7시 48분 시위대가 들고있는 경찰방패